# Duplachionaspis africana
Duplachionaspis africana är en insektsart som beskrevs av Abraham Munting 1977. Duplachionaspis africana ingår i släktet Duplachionaspis och familjen pansarsköldlöss. Inga underarter finns listade i Catalogue of Life.